# Szutowa (gmina)
Szutowa – dawna gmina wiejska w powiecie jaworowskim województwa lwowskiego II Rzeczypospolitej. Siedzibą gminy była Szutowa.
Gminę utworzono 1 sierpnia 1934 r. w ramach reformy na podstawie ustawy scaleniowej z dotychczasowych gmin wiejskich: Bonów, Lubienie, Morańce, Porudenko, Porudno, Pyszówka, Sarny, Szutowa i Wólka Rosnowska.
Pod okupacją niemiecką w Polsce (GG) gminę zniesiono, włączając ją do nowo utworzonych gmin gminy Bonów i Jaworów.
Po wojnie obszar gminy został odłączony od Polski i włączony do Ukraińskiej SRR.